# Сухов 1-й
Сухов 1-й — хутор в составе городского округа город Михайловка Волгоградской области.
Население — 158 (2010)

## История
Хутор Сухов 1-й относился к юрту станицы Арчадинской Усть-Медведицкого округа Земли Войска Донского (с 1870 — Область Войска Донского). В 1859 году на хуторе проживало 65 мужчин и 90 женщины. Согласно переписи населения 1897 года на хуторе проживало 250 мужчин и 297 женщин, из них грамотных: мужчин — 90, женщин — 4.
Согласно алфавитному списку населённых мест Области Войска Донского 1915 года на хуторе имелось хуторское правление, проживало 300  мужчины и 299 женщин, земельный надел составлял 2287 десятин.
В 1928 году хутор Сухов 1-й включён в состав Михайловского района Хопёрского округа (упразднён в 1930 году) Нижне-Волжского края (с 1934 года - Сталинградский край). Хутор являлся центром Суховского (1-й Суховского) сельсовета. В 1935 году в составе Сталинградского края был образован Раковский район. Суховский сельсовет передан в его состав. В 1954 году Абрамовский и Суховский сельсоветы были объединены в один Абрамовский сельсовет, с центром в хуторе Абрамов. В 1955 году Раковский район был упразднён, Абрамовский сельсовет передан в состав Михайловского района. После передачи в состав Михайловского района хутор Сухов 1-й значится в составе Безымянского сельсовета. Дата упразднения Абрамовского сельсовета не установлена.
В 2012 году хутор включён в состав городского округа город Михайловка.

## География
Хутор расположен в степи, в пределах Приволжской возвышенности, на реке Безымянке (левый приток Медведицы). Высота центра населённого пункта около 100 метров над уровнем моря. Почвы — чернозёмы южные.
К хутору имеется 2,3 км км подъезд от федеральной автодороги "Каспий". По автомобильным дорогам расстояние до административного центра городского округа города Михайловки — 28 км, до областного центра города Волгограда — 170 км.
Часовой пояс
Сухов 1-й, как и вся Волгоградская область, находится в часовой зоне МСК (московское время). Смещение применяемого времени относительно UTC составляет +3:00.

## Население
Динамика численности населения по годам:
| 1859 | 1873 | 1897 | 1915 | 1987 | 2002 |
| ---- | ---- | ---- | ---- | ---- | ---- |
| 155  | 297  | 547  | 599  | ≈260 | 184  |

| 2010 |
| ---- |
| 158  |